# Чистович Людмила Андріївна
Чистович Людмила Андріївна (1924—2006) — одна з перших лінгвістів і мовознавців, яка стала одним із засновників Ленінградської школи фонології, разом з чоловіком Валері ємКожевниковим.

## Біографія
Чистович народилася в Ленінграді в 1924 році. Навчалася в якості лікаря до заснування в 1960 році в Лабораторії фізіології мови в Павлівському Інституті фізіології. Вона була одружена з Валерієм Кожевниковим, який співпрацював з нею до його передчасної смерті в 1981 році. У них було дві дочки, які також стали мовознавцями, Олена Кожевникова і Інна Чистович. Після виходу на пенсію в 1986 році, був створений Інститут, щоб сприяти розвитку мови у дітей молодшого віку, забезпечуючи слуховий скринінг і програми для дітей зі зниженим слухом.
Чистович вперше провела експериментальні методи для розуміння взаємозв'язку між мовотворенням і сприйняттям мови.